# سطح قنطیس
سطح قنطیس (به عربی: سطح قنطیس) یک شهرداری در الجزایر است که در استان تبسه واقع شده‌است. سطح قنطیس ۱٬۱۲۴ کیلومتر مربع مساحت و ۳٬۶۸۹ نفر جمعیت دارد.